# Курско (Новгородская область)
Курско — деревня в Поддорском муниципальном районе Новгородской области, относится к Селеевскому сельскому поселению. Близ деревни, на высоком правом берегу Ловати — древнее городище; выше по течению Ловати — деревня Старокурско, а ниже — деревня Теребыни.

## История
В средневековье близ деревни располагался город Курск, ныне — археологический объект Курское городище XIV—XVI вв. Это место былом центром Курского погоста Деревской пятины Новгородской земли и Курской десятины Новгородской епархии, также было и центром Курского присуда в который входили Рамушевский, Петровский, Устьянский и Налючский погосты. Упоминается в Новгородской первой летописи, в списке «А се имена всѣм градом Рускым, далним и ближним.»:
... Дѣмяна,  Молвотицѣ, Березовечь, Стержь, Морева, Велиль, Лукы, Руса, Куръ на Ловоти...
В 1495 году в писцовых книгах назван как городок Курске, также позже называли и Курецк. На этом месте довольно часто производили попытки археологических исследований, первое подробно описанное рекогносцировочное обследование местности было выполнено во второй половине XIX в. Л. К. Ивановским. Тогда, в XIX веке, и начале XX века, это место (Курское городище) относилось к Губинской волости Старорусского уезда Новгородской губернии.

## Население
| 2010 |
| ---- |
| 1    |